# Équipes du tournoi féminin de football aux Jeux olympiques d'été de 2008
La liste suivante présente les équipes de chaque nation qui participe au tournoi féminin de football des Jeux olympiques d'été de 2008 de Londres. Chaque nation doit inscrire une équipe de 18 joueuses avec un minimum de deux gardiennes.

## Groupe E

### Argentine
Ci-dessous, la liste des joueuses d'Argentine qui participent aux Jeux olympiques d'été de 2008.
| #           | Nom                      | Club                    | Date de naissance | Joués      | But inscrit | Averti     | Carton jaune · Carton jaune · Carton rouge | Carton rouge |
| Entraîneur  | Entraîneur               | Entraîneur              | Entraîneur        | Entraîneur | Entraîneur  | Entraîneur | Entraîneur                                 | Entraîneur   |
| ----------- | ------------------------ | ----------------------- | ----------------- | ---------- | ----------- | ---------- | ------------------------------------------ | ------------ |
|             | José Carlos Borello      |                         | 12 septembre 1955 |            |             |            |                                            |              |
| Gardiennes  |                          |                         |                   |            |             |            |                                            |              |
| 1           | Guadalupe Calello        | River Plate             | 13 avril 1990     | 0          | 0           | 0          | 0                                          | 0            |
| 18          | Vanina Noemí Correa      | Boca Juniors            | 14 août 1983      | 0          | 0           | 0          | 0                                          | 0            |
| Défenseurs  |                          |                         |                   |            |             |            |                                            |              |
| 2           | Eva Nadia Gonzalez       | Boca Juniors            | 2 septembre 1987  | 0          | 0           | 0          | 0                                          | 0            |
| 3           | Yesica Arrien            | Estudiantes de La Plata | 1er juillet 1980  | 0          | 0           | 0          | 0                                          | 0            |
| 5           | Marisa Gerez             | Boca Juniors            | 3 novembre 1976   | 0          | 0           | 0          | 0                                          | 0            |
| 6           | Gabriela Patricia Chávez | Independiente           | 9 avril 1989      | 0          | 0           | 0          | 0                                          | 0            |
| 12          | Daiana Cardone           | Independiente           | 1er janvier 1989  | 0          | 0           | 0          | 0                                          | 0            |
| Milieux     |                          |                         |                   |            |             |            |                                            |              |
| 4           | Florencia Mandrile       | San Lorenzo             | 10 février 1988   | 0          | 0           | 0          | 0                                          | 0            |
| 10          | Mariela Coronel          | Prainsa Zaragoza        | 20 juin 1981      | 0          | 0           | 0          | 0                                          | 0            |
| 11          | Fabiana Vallejos         | Boca Juniors            | 30 juillet 1985   | 0          | 0           | 0          | 0                                          | 0            |
| 13          | Florencia Quiñones       | San Lorenzo             | 26 août 1986      | 0          | 0           | 0          | 0                                          | 0            |
| 16          | Gimena Blanco            | River Plate             | 5 décembre 1987   | 0          | 0           | 0          | 0                                          | 0            |
| Attaquantes |                          |                         |                   |            |             |            |                                            |              |
| 7           | Ludmila Manicler         | Independiente           | 6 juillet 1987    | 0          | 0           | 0          | 0                                          | 0            |
| 8           | Emilia Mendieta          | River Plate             | 4 février 1988    | 0          | 0           | 0          | 0                                          | 0            |
| 9           | María Belén Potassa      | San Lorenzo             | 12 décembre 1988  | 0          | 0           | 0          | 0                                          | 0            |
| 14          | Andrea Ojeda             | Boca Juniors            | 17 janvier 1985   | 0          | 0           | 0          | 0                                          | 0            |
| 15          | Mercedes Pereyra         | River Plate             | 7 mai 1987        | 0          | 0           | 0          | 0                                          | 0            |
| 17          | Analía Almeida           | San Lorenzo             | 19 août 1985      | 0          | 0           | 0          | 0                                          | 0            |

### Canada
Ci-dessous, la liste des joueuses du Canada qui participent aux Jeux olympiques d'été de 2008.
| #           | Nom                | Club                     | Date de naissance | Joués      | But inscrit | Averti     | Carton jaune · Carton jaune · Carton rouge | Carton rouge |
| Entraîneur  | Entraîneur         | Entraîneur               | Entraîneur        | Entraîneur | Entraîneur  | Entraîneur | Entraîneur                                 | Entraîneur   |
| ----------- | ------------------ | ------------------------ | ----------------- | ---------- | ----------- | ---------- | ------------------------------------------ | ------------ |
|             | Even Pellerud      |                          | 15 juillet 1953   |            |             |            |                                            |              |
| Gardiennes  |                    |                          |                   |            |             |            |                                            |              |
| 1           | Karina LeBlanc     | New Jersey Wildcats      | 30 mars 1980      | 0          | 0           | 0          | 0                                          | 0            |
| 18          | Erin McLeod        | Vancouver Whitecaps      | 26 février 1983   | 2          | 0           | 0          | 0                                          | 0            |
| Défenseurs  |                    |                          |                   |            |             |            |                                            |              |
| 3           | Emily Zurrer       | Vancouver Whitecaps      | 12 juillet 1987   | 2          | 0           | 1          | 0                                          | 0            |
| 5           | Robyn Gayle        | Ottawa Fury              | 31 octobre 1985   | 0          | 0           | 0          | 0                                          | 0            |
| 9           | Candace Chapman    | Vancouver Whitecaps      | 2 avril 1983      | 2          | 1           | 0          | 0                                          | 0            |
| 10          | Martina Franko     | Vancouver Whitecaps      | 13 janvier 1976   | 2          | 0           | 0          | 0                                          | 0            |
| 11          | Randee Hermus      | Vancouver Whitecaps      | 14 novembre 1979  | 1          | 0           | 0          | 0                                          | 0            |
| Milieux     |                    |                          |                   |            |             |            |                                            |              |
| 4           | Clare Rustad       | University of Washington | 27 avril 1983     | 2          | 0           | 0          | 0                                          | 0            |
| 6           | Sophie Schmidt     | Vancouver Whitecaps      | 28 juin 1988      | 2          | 0           | 0          | 0                                          | 0            |
| 7           | Rhian Wilkinson    | Ottawa Fury              | 12 mai 1982       | 2          | 0           | 0          | 0                                          | 0            |
| 8           | Diana Matheson     | Ottawa Fury              | 6 avril 1984      | 2          | 0           | 0          | 0                                          | 0            |
| 13          | Amy Walsh          | Laval Comets             | 13 septembre 1977 | 0          | 0           | 0          | 0                                          | 0            |
| 17          | Brittany Timko     | Vancouver Whitecaps      | 5 septembre 1985  | (2)        | 0           | 0          | 0                                          | 0            |
| Attaquantes |                    |                          |                   |            |             |            |                                            |              |
| 2           | Jodi-Ann Robinson  | Vancouver Whitecaps      | 17 avril 1989     | (2)        | 0           | 0          | 0                                          | 0            |
| 12          | Christine Sinclair | Vancouver Whitecaps      | 12 juin 1983      | 2          | 1           | 0          | 0                                          | 0            |
| 14          | Melissa Tancredi   | Atlanta Silverbacks      | 27 décembre 1981  | 1          | 0           | 0          | 0                                          | 0            |
| 15          | Kara Lang          | UCLA                     | 22 octobre 1986   | 2          | 1           | 0          | 0                                          | 0            |
| 16          | Jonelle Filigno    | Rutgers                  | 24 septembre 1990 | 1(1)       | 0           | 0          | 0                                          | 0            |

### Chine
Ci-dessous, la liste des joueuses de Chine qui participent aux Jeux olympiques d'été de 2008.
| #           | Nom          | Club               | Date de naissance | Joués      | But inscrit | Averti     | Carton jaune · Carton jaune · Carton rouge | Carton rouge |
| Entraîneur  | Entraîneur   | Entraîneur         | Entraîneur        | Entraîneur | Entraîneur  | Entraîneur | Entraîneur                                 | Entraîneur   |
| ----------- | ------------ | ------------------ | ----------------- | ---------- | ----------- | ---------- | ------------------------------------------ | ------------ |
|             | Shang Ruihua |                    | 18 novembre 1944  |            |             |            |                                            |              |
| Gardiennes  |              |                    |                   |            |             |            |                                            |              |
| 1           | Zhang Yanru  | Jiangsu Huatai     | 10 janvier 1987   | 3          | 0           | 1          | 0                                          | 0            |
| 18          | Han Wenxia   | Dalian Haichang    | 23 août 1976      | 1          | 0           | 0          | 0                                          | 0            |
| Défenseurs  |              |                    |                   |            |             |            |                                            |              |
| 2           | Yuan Fan     | Shanghai Shenhua   | 6 novembre 1986   | 0          | 0           | 0          | 0                                          | 0            |
| 3           | Li Jie       | Beijing Zhaotai    | 8 juillet 1979    | 4          | 0           | 0          | 0                                          | 0            |
| 4           | Zhang Ying   | Shanghai Shenhua   | 27 juin 1985      | 4          | 0           | 0          | 0                                          | 0            |
| 5           | Weng Xinzhi  | Jiangsu Huatai     | 15 juin 1988      | 4          | 0           | 0          | 0                                          | 0            |
| 11          | Pu Wei       | Shanghai Shenhua   | 20 août 1980      | 4          | 0           | 0          | 0                                          | 0            |
| 13          | Jiang Shuai  | Tianjin Huisen     | 7 juin 1982       | 0          | 0           | 0          | 0                                          | 0            |
| 14          | Liu Huana    | Shaanxi Guoli      | 17 mai 1981       | 4          | 0           | 0          | 0                                          | 0            |
| 15          | Zhou Gaoping | Jiangsu Huatai     | 20 octobre 1986   | 4          | 0           | 0          | 0                                          | 0            |
| Milieux     |              |                    |                   |            |             |            |                                            |              |
| 6           | Zhang Na     | Hebei Huabei       | 10 mars 1984      | 4          | 0           | 0          | 0                                          | 0            |
| 7           | Bi Yan       | Dalian Haichang    | 17 février 1984   | 4          | 0           | 0          | 0                                          | 0            |
| 12          | Lou Jiahui   | Henan Jianye       | 26 mai 1991       | 1(3)       | 0           | 1          | 0                                          | 0            |
| 16          | Wang Dandan  | Beijing Chengjiang | 1er mai 1985      | 0(3)       | 0           | 0          | 0                                          | 0            |
| 17          | Gu Yasha     | Beijing Chengjiang | 28 novembre 1990  | 0(2)       | 1           | 0          | 0                                          | 0            |
| Attaquantes |              |                    |                   |            |             |            |                                            |              |
| 8           | Xu Yuan      | Gansu Tianma       | 17 novembre 1985  | 4          | 2           | 0          | 0                                          | 0            |
| 9           | Han Duan     | Dalian Haichang    | 15 juin 1983      | 3          | 1           | 0          | 0                                          | 0            |
| 10          | Liu Sa       | Beijing Zhaotai    | 11 juillet 1987   | 0(2)       | 0           | 0          | 0                                          | 0            |

### Suède
Ci-dessous, la liste des joueuses de Suède qui participent aux Jeux olympiques d'été de 2008.
| #           | Nom               | Club           | Date de naissance | Joués      | But inscrit | Averti     | Carton jaune · Carton jaune · Carton rouge | Carton rouge |
| Entraîneur  | Entraîneur        | Entraîneur     | Entraîneur        | Entraîneur | Entraîneur  | Entraîneur | Entraîneur                                 | Entraîneur   |
| ----------- | ----------------- | -------------- | ----------------- | ---------- | ----------- | ---------- | ------------------------------------------ | ------------ |
|             | Thomas Dennerby   |                | 13 août 1959      |            |             |            |                                            |              |
| Gardiennes  |                   |                |                   |            |             |            |                                            |              |
| 1           | Hedvig Lindahl    | Linköpings FC  | 29 avril 1983     | 1          | 0           | 0          | 0                                          | 0            |
| 12          | Caroline Jönsson  | LdB FC Malmö   | 22 novembre 1977  | 0          | 0           | 0          | 0                                          | 0            |
| Défenseurs  |                   |                |                   |            |             |            |                                            |              |
| 2           | Karolina Westberg | Umeå IK        | 16 mai 1978       | 0          | 0           | 0          | 0                                          | 0            |
| 3           | Stina Segerström  | KIF Örebro DFF | 17 juin 1983      | 0          | 0           | 0          | 0                                          | 0            |
| 4           | Anna Paulson      | Umeå IK        | 29 février 1984   | 0          | 0           | 0          | 0                                          | 0            |
| 6           | Sara Thunebro     | Djurgårdens IF | 26 avril 1979     | 1          | 0           | 0          | 0                                          | 0            |
| 7           | Sara Larsson      | Linköpings FC  | 13 mai 1979       | 1          | 0           | 0          | 0                                          | 0            |
| 13          | Frida Östberg     | Umeå IK        | 10 décembre 1977  | 1          | 0           | 0          | 0                                          | 0            |
| 17          | Charlotte Rohlin  | Linköpings FC  | 2 décembre 1980   | 1          | 0           | 1          | 0                                          | 0            |
| Milieux     |                   |                |                   |            |             |            |                                            |              |
| 5           | Caroline Seger    | Linköpings FC  | 19 mars 1985      | 1          | 0           | 0          | 0                                          | 0            |
| 14          | Josefine Öqvist   | Linköpings FC  | 23 juillet 1983   | 1          | 0           | 0          | 0                                          | 0            |
| 15          | Therese Sjögran   | LdB FC Malmö   | 8 avril 1977      | 1          | 0           | 0          | 0                                          | 0            |
| 16          | Linda Forsberg    | Djurgårdens IF | 19 juin 1985      | (1)        | 0           | 0          | 0                                          | 0            |
| 18          | Nilla Fischer     | LdB FC Malmö   | 2 août 1984       | 1          | 0           | 0          | 0                                          | 0            |
| Attaquantes |                   |                |                   |            |             |            |                                            |              |
| 8           | Charlotta Schelin | Göteborg       | 27 février 1984   | 1          | 1           | 0          | 0                                          | 0            |
| 9           | Jessica Landström | Linköpings FC  | 12 décembre 1984  | (1)        | 0           | 0          | 0                                          | 0            |
| 10          | Johanna Almgren   | Göteborg       | 22 mars 1984      | (1)        | 0           | 0          | 0                                          | 0            |
| 11          | Victoria Svensson | Djurgårdens IF | 18 mai 1977       | 1          | 0           | 0          | 0                                          | 0            |

## Groupe F

### Brésil
Ci-dessous, la liste des joueuses du Brésil qui participent aux Jeux olympiques d'été de 2008.
| #           | Name                 | Club                   | Date de naissance | Joués      | But inscrit | Averti     | Carton jaune · Carton jaune · Carton rouge | Carton rouge |
| Entraîneur  | Entraîneur           | Entraîneur             | Entraîneur        | Entraîneur | Entraîneur  | Entraîneur | Entraîneur                                 | Entraîneur   |
| ----------- | -------------------- | ---------------------- | ----------------- | ---------- | ----------- | ---------- | ------------------------------------------ | ------------ |
|             | Jorge Luiz Barcellos |                        | 17 mars 1967      |            |             |            |                                            |              |
| Gardiennes  |                      |                        |                   |            |             |            |                                            |              |
| 1           | Andreia              | Prainsa Zaragoza       | 14 septembre 1977 | 0          | 0           | 0          | 0                                          | 0            |
| 12          | Bárbara              | Sport Recife           | 4 juillet 1988    | 0          | 0           | 0          | 0                                          | 0            |
| Défenseurs  |                      |                        |                   |            |             |            |                                            |              |
| 2           | Simone               | Olympique Lyonnais     | 10 février 1981   | 0          | 0           | 0          | 0                                          | 0            |
| 3           | Andréia Rosa         | Ferroviária Araraquara | 8 juillet 1984    | 0          | 0           | 0          | 0                                          | 0            |
| 4           | Tania                | Saad                   | 10 mars 1974      | 0          | 0           | 0          | 0                                          | 0            |
| 5           | Renata Costa         | Odense                 | 8 juillet 1986    | 0          | 0           | 0          | 0                                          | 0            |
| 16          | Erika                | Santos F.C.            | 4 février 1988    | 0          | 0           | 0          | 0                                          | 0            |
| 18          | Rosana               | SV Neulengbach         | 7 juillet 1982    | 0          | 0           | 0          | 0                                          | 0            |
| Milieux     |                      |                        |                   |            |             |            |                                            |              |
| 6           | Maycon               | Saad                   | 30 avril 1977     | 0          | 0           | 0          | 0                                          | 0            |
| 7           | Daniela              | Linköpings FC          | 12 janvier 1984   | 0          | 0           | 0          | 0                                          | 0            |
| 8           | Formiga              | Saad                   | 3 mars 1978       | 0          | 0           | 0          | 0                                          | 0            |
| 9           | Ester                | Santos F.C.            | 9 décembre 1982   | 0          | 0           | 0          | 0                                          | 0            |
| 13          | Francielle           | Santos F.C.            | 18 octobre 1989   | 0          | 0           | 0          | 0                                          | 0            |
| 17          | Maurine              | Santos F.C.            | 14 janvier 1986   | 0          | 0           | 0          | 0                                          | 0            |
| Attaquantes |                      |                        |                   |            |             |            |                                            |              |
| 10          | Marta                | Umeå IK                | 19 février 1986   | 0          | 0           | 0          | 0                                          | 0            |
| 11          | Cristiane            | Linköpings FC          | 15 mai 1985       | 0          | 0           | 0          | 0                                          | 0            |
| 14          | Pretinha             | INAC Leonissa          | 19 mai 1975       | 0          | 0           | 0          | 0                                          | 0            |
| 15          | Fabiana              | Corinthians            | 4 août 1989       | 0          | 0           | 0          | 0                                          | 0            |

### Allemagne
Ci-dessous, la liste des joueuses d'Allemagne qui participent aux Jeux olympiques d'été de 2008.
| #           | Nom                    | Club                | Date de naissance | Joués      | But inscrit | Averti     | Carton jaune · Carton jaune · Carton rouge | Carton rouge |
| Entraîneur  | Entraîneur             | Entraîneur          | Entraîneur        | Entraîneur | Entraîneur  | Entraîneur | Entraîneur                                 | Entraîneur   |
| ----------- | ---------------------- | ------------------- | ----------------- | ---------- | ----------- | ---------- | ------------------------------------------ | ------------ |
|             | Silvia Neid            |                     | 2 mai 1964        |            |             |            |                                            |              |
| Gardiennes  |                        |                     |                   |            |             |            |                                            |              |
| 1           | Nadine Angerer         | Djurgårdens IF      | 10 novembre 1978  | 0          | 0           | 0          | 0                                          | 0            |
| 12          | Ursula Holl            | SC 07 Bad Neuenahr  | 26 juin 1982      | 0          | 0           | 0          | 0                                          | 0            |
| Défenseurs  |                        |                     |                   |            |             |            |                                            |              |
| 2           | Kerstin Stegemann      | Wattenscheid 09     | 29 septembre 1977 | 0          | 0           | 0          | 0                                          | 0            |
| 3           | Saskia Bartusiak       | 1. FFC Frankfurt    | 9 septembre 1982  | 0          | 0           | 0          | 0                                          | 0            |
| 4           | Babett Peter           | FFC Turbine Potsdam | 12 mai 1988       | 0          | 0           | 0          | 0                                          | 0            |
| 5           | Annike Krahn           | FCR 2001 Duisburg   | 1er juillet 1985  | 0          | 0           | 0          | 0                                          | 0            |
| 6           | Linda Bresonik         | SG Essen-Schönebeck | 7 décembre 1983   | 0          | 0           | 0          | 0                                          | 0            |
| 17          | Ariane Hingst          | Djurgårdens IF      | 25 juillet 1979   | 0          | 0           | 0          | 0                                          | 0            |
| Milieux     |                        |                     |                   |            |             |            |                                            |              |
| 7           | Melanie Behringer      | SC Freiburg         | 18 novembre 1979  | 0          | 0           | 0          | 0                                          | 0            |
| 10          | Renate Lingor          | 1. FFC Frankfurt    | 11 octobre 1975   | 0          | 0           | 0          | 0                                          | 0            |
| 13          | Célia Okoyino da Mbabi | SC 07 Bad Neuenahr  | 27 juin 1988      | 0          | 0           | 0          | 0                                          | 0            |
| 14          | Simone Laudehr         | FCR 2001 Duisburg   | 12 juillet 1986   | 0          | 0           | 0          | 0                                          | 0            |
| 15          | Fatmire Bajramaj       | FCR 2001 Duisburg   | 1er avril 1988    | 0          | 0           | 0          | 0                                          | 0            |
| 18          | Kerstin Garefrekes     | 1. FFC Frankfurt    | 4 septembre 1979  | 0          | 0           | 0          | 0                                          | 0            |
| Attaquantes |                        |                     |                   |            |             |            |                                            |              |
| 8           | Sandra Smisek          | 1. FFC Frankfurt    | 3 juillet 1977    | 0          | 0           | 0          | 0                                          | 0            |
| 9           | Birgit Prinz           | 1. FFC Frankfurt    | 25 octobre 1977   | 0          | 0           | 0          | 0                                          | 0            |
| 11          | Anja Mittag            | FFC Turbine Potsdam | 16 mai 1985       | 0          | 0           | 0          | 0                                          | 0            |
| 16          | Conny Pohlers          | 1. FFC Frankfurt    | 16 novembre 1978  | 0          | 0           | 0          | 0                                          | 0            |

### Corée du Nord
Ci-dessous, la liste des joueuses de Corée du Nord qui participent aux Jeux olympiques d'été de 2008.
| #           | Nom            | Club           | Date naissance    | Joués      | But inscrit | Averti     | Carton jaune · Carton jaune · Carton rouge | Carton rouge |
| Entraîneur  | Entraîneur     | Entraîneur     | Entraîneur        | Entraîneur | Entraîneur  | Entraîneur | Entraîneur                                 | Entraîneur   |
| ----------- | -------------- | -------------- | ----------------- | ---------- | ----------- | ---------- | ------------------------------------------ | ------------ |
|             | Kim Kwang-min  |                |                   |            |             |            |                                            |              |
| Gardiennes  |                |                |                   |            |             |            |                                            |              |
| 1           | Jon Myong-hui  | Rimyongsu      | 7 août 1986       | 0          | 0           | 0          | 0                                          | 0            |
| 18          | Han Hye-yong   | Pyongyang City | 4 mars 1985       | 0          | 0           | 0          | 0                                          | 0            |
| Défenseur   |                |                |                   |            |             |            |                                            |              |
| 3           | Om Jong-ran    | April 25       | 10 octobre 1985   | 0          | 0           | 0          | 0                                          | 0            |
| 4           | Jang Yong-ok   | April 25       | 17 septembre 1982 | 0          | 0           | 0          | 0                                          | 0            |
| 5           | Song Jong-sun  | Amrokgang      | 11 mars 1981      | 0          | 0           | 0          | 0                                          | 0            |
| 12          | Ri Un-hyang    | Amrokgang      | 15 mai 1988       | 0          | 0           | 0          | 0                                          | 0            |
| 13          | Yu Jong-hui    | April 25       | 21 mars 1986      | 0          | 0           | 0          | 0                                          | 0            |
| 14          | Jang Il-ok     | April 25       | 10 octobre 1986   | 0          | 0           | 0          | 0                                          | 0            |
| 15          | Sonu Kyong-sun | April 25       | 28 septembre 1983 | 0          | 0           | 0          | 0                                          | 0            |
| 16          | Kong Hye-ok    | April 25       | 19 juillet 1983   | 0          | 0           | 0          | 0                                          | 0            |
| Milieux     |                |                |                   |            |             |            |                                            |              |
| 2           | Kim Kyong-hwa  | April 25       | 28 mars 1986      | 0          | 0           | 0          | 0                                          | 0            |
| 7           | Ho Sun-hui     | Amrokgang      | 5 mars 1980       | 0          | 0           | 0          | 0                                          | 0            |
| 9           | Ri Un-suk      | April 25       | 1er janvier 1986  | 0          | 0           | 0          | 0                                          | 0            |
| 11          | Ri Un-gyong    | Wolmido        | 19 novembre 1980  | 0          | 0           | 0          | 0                                          | 0            |
| Attaquantes |                |                |                   |            |             |            |                                            |              |
| 6           | Kim Ok-sim     | Rimyongsu      | 2 juillet 1987    | 0          | 0           | 0          | 0                                          | 0            |
| 8           | Kil Son-hui    | Rimyongsu      | 7 mars 1986       | 0          | 0           | 0          | 0                                          | 0            |
| 10          | Ri Kum-suk     | April 25       | 16 août 1978      | 0          | 0           | 0          | 0                                          | 0            |
| 17          | Kim Yonga-e    | April 25       | 7 mars 1983       | 0          | 0           | 0          | 0                                          | 0            |

### Nigeria
Ci-dessous, la liste des joueuses du Nigeria qui participent aux Jeux olympiques d'été de 2008.
| #           | Nom              | Club               | Date de naissance | Joués      | But inscrit | Averti     | Carton jaune · Carton jaune · Carton rouge | Carton rouge |
| Entraîneur  | Entraîneur       | Entraîneur         | Entraîneur        | Entraîneur | Entraîneur  | Entraîneur | Entraîneur                                 | Entraîneur   |
| ----------- | ---------------- | ------------------ | ----------------- | ---------- | ----------- | ---------- | ------------------------------------------ | ------------ |
|             | Joseph Ladipo    |                    |                   |            |             |            |                                            |              |
| Gardiennes  |                  |                    |                   |            |             |            |                                            |              |
| 1           | Precious Dede    | Delta Queens F.C.  | 18 janvier 1980   | 0          | 0           | 0          | 0                                          | 0            |
| 18          | Tochukwu Oluehi  | Bayelsa Queens     | 2 mai 1987        | 0          | 0           | 0          | 0                                          | 0            |
| Défenseurs  |                  |                    |                   |            |             |            |                                            |              |
| 2           | Efioanwan Ekpo   | Pelican Stars      | 25 janvier 1984   | 0          | 0           | 0          | 0                                          | 0            |
| 3           | Ayisat Yusuf     | Delta Queens F.C.  | 6 mars 1985       | 0          | 0           | 0          | 0                                          | 0            |
| 10          | Rita Chikwelu    | United Pietarsaari | 6 mars 1988       | 0          | 0           | 0          | 0                                          | 0            |
| 11          | Lilian Cole      | Delta Queens F.C.  | 1er août 1985     | 0          | 0           | 0          | 0                                          | 0            |
| 16          | Ulunma Jerome    | Rivers Angels      | 11 avril 1988     | 0          | 0           | 0          | 0                                          | 0            |
| Milieux     |                  |                    |                   |            |             |            |                                            |              |
| 4           | Perpetua Nkwocha | Sunnanå SK         | 3 janvier 1976    | 0          | 0           | 0          | 0                                          | 0            |
| 6           | Kikelomo Ajayi   | Tianjin Teda F.C.  | 28 avril 1977     | 0          | 0           | 0          | 0                                          | 0            |
| 7           | Stella Mbachu    | Tianjin Teda F.C.  | 16 avril 1978     | 0          | 0           | 0          | 0                                          | 0            |
| 9           | Sarah Michael    | Delta Queens F.C.  | 22 juillet 1990   | 0          | 0           | 0          | 0                                          | 0            |
| 14          | Faith Ikidi      | Linköpings FC      | 28 février 1987   | 0          | 0           | 0          | 0                                          | 0            |
| 15          | Tawa Ishola      | Bayelsa Queens     | 23 décembre 1988  | 0          | 0           | 0          | 0                                          | 0            |
| 17          | Edith Eduviere   | FCT Queens         | 18 juin 1986      | 0          | 0           | 0          | 0                                          | 0            |
| Attaquantes |                  |                    |                   |            |             |            |                                            |              |
| 5           | Onome Ebi        | Bayelsa Queens     | 8 mai 1983        | 0          | 0           | 0          | 0                                          | 0            |
| 8           | Ifeanyi Chiejine | Bayelsa Queens     | 17 mai 1983       | 0          | 0           | 0          | 0                                          | 0            |
| 12          | Cynthia Uwak     | Falköpings KIK     | 15 juillet 1986   | 0          | 0           | 0          | 0                                          | 0            |
| 13          | Christie George  | Pelican Stars      | 10 mai 1984       | 0          | 0           | 0          | 0                                          | 0            |

## Groupe G

### Japon
Ci-dessous, la liste des joueuses du Japon qui participent aux Jeux olympiques d'été de 2008.
| #           | Nom              | Club                 | Date de naissance | Joués      | But inscrit | Averti     | Carton jaune · Carton jaune · Carton rouge | Carton rouge |  |
| Entraîneur  | Entraîneur       | Entraîneur           | Entraîneur        | Entraîneur | Entraîneur  | Entraîneur | Entraîneur                                 | Entraîneur   |  |
| ----------- | ---------------- | -------------------- | ----------------- | ---------- | ----------- | ---------- | ------------------------------------------ | ------------ |  |
|             | Norio Sasaki     |                      | 28 mai 1958       |            |             |            |                                            |              |  |
| Gardiennes  |                  |                      |                   |            |             |            |                                            |              |  |
| 1           | Miho Fukumoto    | Okayama Yunogo Belle | 2 octobre 1983    | 1          | 0           | 0          | 0                                          | 0            |  |
| 18          | Ayumi Kaihori    | INAC Leonessa        | 4 septembre 1986  | 0          | 0           | 0          | 0                                          | 0            |  |
| Défenseurs  |                  |                      |                   |            |             |            |                                            |              |  |
| 2           | Yukari Kinga     | NTV Beleza           | 2 mai 1984        | 1          | 0           | 0          | 0                                          | 0            |  |
| 3           | Hiromi Ikeda     | Tasaki Perule        | 22 décembre 1975  | 0          | 0           | 0          | 0                                          | 0            |  |
| 4           | Azusa Iwashimizu | NTV Beleza           | 14 octobre 1986   | 1          | 0           | 1          | 0                                          | 0            |  |
| 7           | Kozue Ando       | Urawa Reds Ladies    | 9 juillet 1982    | 1          | 0           | 0          | 0                                          | 0            |  |
| 14          | Kyoko Yano       | Urawa Reds Ladies    | 3 juin 1984       | 0          | 0           | 0          | 0                                          | 0            |  |
| Milieux     |                  |                      |                   |            |             |            |                                            |              |  |
| 5           | Miyuki Yanagita  | Urawa Reds Ladies    | 11 avril 1981     | 1          | 0           | 0          | 0                                          | 0            |  |
| 6           | Tomoe Kato       | NTV Beleza           | 27 mai 1978       | 0          | 0           | 0          | 0                                          | 0            |  |
| 8           | Aya Miyama       | Okayama Yunogo Belle | 28 janvier 1985   | 1          | 1           | 0          | 0                                          | 0            |  |
| 10          | Homare Sawa      | NTV Beleza           | 6 septembre 1978  | 1          | 1           | 0          | 0                                          | 0            |  |
| 13          | Ayumi Hara       | INAC Leonessa        | 21 février 1979   | 0          | 0           | 0          | 0                                          | 0            |  |
| 15          | Mizuho Sakaguchi | Tasaki Perule        | 15 octobre 1987   | 1          | 0           | 1          | 0                                          | 0            |  |
| 16          | Rumi Utsugi      | NTV Beleza           | 5 décembre 1988   | 0          | 0           | 0          | 0                                          | 0            |  |
| Attaquantes |                  |                      |                   |            |             |            |                                            |              |  |
| 9           | Eriko Arakawa    | NTV Beleza           | 30 octobre 1979   | (1)        | 0           | 0          | 0                                          | 0            |  |
| 11          | Shinobu Ohno     | NTV Beleza           | 23 janvier 1984   | 1          | 0           | 0          | 0                                          | 0            |  |
| 12          | Karina Maruyama  | TEPCO Mareeze        | 26 mars 1983      | (1)        | 0           | 0          | 0                                          | 0            |  |
| 17          | Yuki Nagasato    | NTV Beleza           | 15 juillet 1987   | 1          | 0           | 0          | 0                                          | 0            |  |

### Nouvelle-Zélande
Ci-dessous, la liste des joueuses de Nouvelle-Zélande qui participent aux Jeux olympiques d'été de 2008.
| #           | Nom             | Club                        | Date de naissance  | Joués       | But inscrit | Averti      | Carton jaune · Carton jaune · Carton rouge | Carton rouge |
| Entraîneurs | Entraîneurs     | Entraîneurs                 | Entraîneurs        | Entraîneurs | Entraîneurs | Entraîneurs | Entraîneurs                                | Entraîneurs  |
| ----------- | --------------- | --------------------------- | ------------------ | ----------- | ----------- | ----------- | ------------------------------------------ | ------------ |
|             | John Herdman    |                             |                    |             |             |             |                                            |              |
| Gardiennes  |                 |                             |                    |             |             |             |                                            |              |
| 1           | Jenny Bindon    | Waitakere City              | 25 février 1973    | 3           | 0           | 0           | 0                                          | 0            |
| 18          | Rachel Howard   | TSV Crailsheim              | 30 novembre 1977   | 0           | 0           | 0           | 0                                          | 0            |
| Défenseurs  |                 |                             |                    |             |             |             |                                            |              |
| 2           | Ria Percival    | F.C. Indiana                | 7 décembre 1989    | 3           | 0           | 0           | 0                                          | 0            |
| 3           | Anna Green      | Three Kings United          | 20 août 1990       | (2)         | 0           | 0           | 0                                          | 0            |
| 5           | Abby Erceg      | Western Springs             | 20 novembre 1989   | 3           | 0           | 0           | 0                                          | 0            |
| 6           | Rebecca Smith   | Sunnanå SK                  | 17 juin 1981       | 3           | 0           | 0           | 0                                          | 0            |
| 14          | Kristy Hill     | Three Kings United          | 1er juillet 1979   | (1)         | 0           | 0           | 0                                          | 0            |
| 17          | Marlies Oostdam | Eastern Suburbs             | 29 juillet 1977    | 3           | 0           | 0           | 0                                          | 0            |
| Milieux     |                 |                             |                    |             |             |             |                                            |              |
| 4           | Katie Hoyle     | Lynn-Avon United            | 1er février 1988   | 3           | 0           | 0           | 0                                          | 0            |
| 8           | Hayley Moorwood | Lynn-Avon United            | 13 février 1984    | 3           | 0           | 1           | 0                                          | 0            |
| 10          | Emily McColl    | Coastal Carolina University | 1er novembre 1985  | (1)         | 0           | 0           | 0                                          | 0            |
| 11          | Kirsty Yallop   | Lynn-Avon United            | 4 novembre 1986    | 3           | 1           | 0           | 0                                          | 0            |
| Attaquantes |                 |                             |                    |             |             |             |                                            |              |
| 7           | Ali Riley       | Cardinal de Stanford        | 30 octobre 1987    | 3           | 0           | 0           | 0                                          | 0            |
| 9           | Amber Hearn     | Lynn-Avon United            | 28 novembre 1984   | 3           | 1           | 0           | 0                                          | 0            |
| 12          | Merissa Smith   | Three Kings United          | 11 novembre 1990   | 0           | 0           | 0           | 0                                          | 0            |
| 13          | Rebecca Tegg    | Eastern Suburbs             | 18 décembre 1985   | (3)         | 0           | 0           | 0                                          | 0            |
| 15          | Emma Kete       | Lynn-Avon United            | 1er septembre 1987 | 3           | 0           | 0           | 0                                          | 0            |
| 16          | Renee Leota     | Miramar Rangers             | 16 mai 1990        | (2)         | 0           | 0           | 0                                          | 0            |

### Norvège
Ci-dessous, la liste des joueuses de Norvège qui participent aux Jeux olympiques d'été de 2008.
| #           | Nom                          | Club                    | Date de naissance | Joués      | But inscrit | Averti     | Carton jaune · Carton jaune · Carton rouge | Carton rouge |
| Entraîneur  | Entraîneur                   | Entraîneur              | Entraîneur        | Entraîneur | Entraîneur  | Entraîneur | Entraîneur                                 | Entraîneur   |
| ----------- | ---------------------------- | ----------------------- | ----------------- | ---------- | ----------- | ---------- | ------------------------------------------ | ------------ |
|             | Bjarne Berntsen              |                         | 21 décembre 1956  |            |             |            |                                            |              |
| Gardiennes  |                              |                         |                   |            |             |            |                                            |              |
| 1           | Erika Skarbø                 | Arna-Bjørnar            | 12 juin 1987      | 1          | 0           | 0          | 0                                          | 0            |
| 18          | Christine Colombo Nilsen     | Kolbotn IL              | 30 avril 1982     | 0          | 0           | 0          | 0                                          | 0            |
| Défenseurs  |                              |                         |                   |            |             |            |                                            |              |
| 2           | Ane Stangeland Horpestad (C) | Klepp IL                | 2 juin 1980       | 1          | 0           | 0          | 0                                          | 0            |
| 3           | Gunhild Følstad              | Trondheims-Ørn SK       | 3 novembre 1981   | 1          | 0           | 0          | 0                                          | 0            |
| 5           | Siri Nordby                  | Røa IL                  | 4 août 1978       | (1)        | 0           | 0          | 0                                          | 0            |
| 7           | Trine Rønning                | Kolbotn IL              | 14 juin 1982      | 1          | 0           | 0          | 0                                          | 0            |
| 12          | Marit Fiane Christensen      | Røa IL                  | 11 décembre 1980  | 1          | 0           | 0          | 0                                          | 0            |
| 15          | Marita Skammelsrud Lund      | Team Strømmen FK        | 29 janvier 1989   | 0          | 0           | 0          | 0                                          | 0            |
| Milieux     |                              |                         |                   |            |             |            |                                            |              |
| 4           | Ingvild Stensland            | Kopparbergs/Göteborg FC | 3 août 1981       | 1          | 0           | 0          | 0                                          | 0            |
| 6           | Marie Knutsen                | Røa IL                  | 31 août 1982      | 1          | 0           | 0          | 0                                          | 0            |
| 13          | Lene Storløkken              | Team Strømmen FK        | 20 juin 1981      | 1          | 0           | 0          | 0                                          | 0            |
| Attaquantes |                              |                         |                   |            |             |            |                                            |              |
| 8           | Solveig Gulbrandsen          | Kolbotn IL              | 12 janvier 1981   | 1          | 0           | 0          | 0                                          | 0            |
| 9           | Isabell Herlovsen            | Kolbotn IL              | 23 juin 1988      | 0          | 0           | 0          | 0                                          | 0            |
| 10          | Melissa Wiik                 | Asker SKK               | 7 février 1985    | 1          | 1           | 0          | 0                                          | 0            |
| 11          | Leni Larsen Kaurin           | 1. FFC Turbine Potsdam  | 21 mars 1981      | 1          | 1           | 0          | 0                                          | 0            |
| 14          | Guro Knutsen                 | Røa IL                  | 10 janvier 1985   | (1)        | 0           | 0          | 0                                          | 0            |
| 16          | Elise Thorsnes               | Arna-Bjørnar            | 14 août 1988      | 0          | 0           | 0          | 0                                          | 0            |
| 17          | Lene Mykjåland               | Røa IL                  | 20 février 1987   | (1)        | 0           | 0          | 0                                          | 0            |

### États-Unis
Ci-dessous, la liste des joueuses des États-Unis qui participent aux Jeux olympiques d'été de 2008.
| #           | Nom              | Club                | Date de naissance | Joués      | But inscrit | Averti     | Carton jaune · Carton jaune · Carton rouge | Carton rouge |
| Entraîneur  | Entraîneur       | Entraîneur          | Entraîneur        | Entraîneur | Entraîneur  | Entraîneur | Entraîneur                                 | Entraîneur   |
| ----------- | ---------------- | ------------------- | ----------------- | ---------- | ----------- | ---------- | ------------------------------------------ | ------------ |
|             | Pia Sundhage     |                     | 13 février 1960   |            |             |            |                                            |              |
| Gardiennes  |                  |                     |                   |            |             |            |                                            |              |
| 1           | Hope Solo        | Washington          | 30 juillet 1981   | 6          | 0           | 0          | 0                                          | 0            |
| 18          | Nicole Barnhart  | Stanford            | 10 octobre 1981   | 0          | 0           | 0          | 0                                          | 0            |
| Défenseurs  |                  |                     |                   |            |             |            |                                            |              |
| 2           | Heather Mitts    | Florida             | 9 juin 1978       | 6          | 0           | 0          | 0                                          | 0            |
| 3           | Christie Rampone | Monmouth            | 24 juin 1975      | 6          | 0           | 0          | 0                                          | 0            |
| 4           | Rachel Buehler   | Stanford            | 8 juin 1985       | 2          | 0           | 0          | 0                                          | 0            |
| 14          | Stephanie Cox    | Portland            | 3 avril 1986      | 1(4)       | 0           | 0          | 0                                          | 0            |
| 15          | Kate Markgraf    | Notre Dame          | 23 août 1976      | 5          | 0           | 0          | 0                                          | 0            |
| 17          | Lori Chalupny    | North Carolina      | 29 janvier 1984   | 5          | 1           | 0          | 0                                          | 0            |
| Milieux     |                  |                     |                   |            |             |            |                                            |              |
| 5           | Lindsay Tarpley  | North Carolina      | 22 septembre 1983 | 6          | 1           | 0          | 0                                          | 0            |
| 7           | Shannon Boxx     | Notre Dame          | 27 juin 1977      | 6          | 0           | 0          | 0                                          | 0            |
| 9           | Heather O'Reilly | North Carolina      | 2 janvier 1985    | 6          | 2           | 0          | 0                                          | 0            |
| 10          | Aly Wagner       | Santa Clara         | 10 août 1980      | (1)        | 0           | 0          | 0                                          | 0            |
| 11          | Carli Lloyd      | Rutgers             | 16 juillet 1982   | 6          | 2           | 0          | 0                                          | 0            |
| 13          | Tobin Heath      | North Carolina      | 29 mai 1988       | (3)        | 0           | 0          | 0                                          | 0            |
| 16          | Angela Hucles    | Virginia            | 5 juillet 1978    | 6          | 4           | 0          | 0                                          | 0            |
| Attaquantes |                  |                     |                   |            |             |            |                                            |              |
| 6           | Natasha Kai      | Hawaii              | 22 mai 1983       | 1(5)       | 1           | 0          | 0                                          | 0            |
| 8           | Amy Rodriguez    | Southern California | 17 février 1987   | 5(1)       | 1           | 0          | 0                                          | 0            |
| 12          | Lauren Cheney    | UCLA                | 30 septembre 1987 | (3)        | 0           | 0          | 0                                          | 0            |